# Октјабрск
Октјабрск (рус. Октябрьск) град је у Русији у Самарској области.

## Становништво
| 1939.  | 1959.  | 1970.  | 1979.  | 1989.  | 2002.  | 2010.  |
| ------ | ------ | ------ | ------ | ------ | ------ | ------ |
| 10.300 | 33.771 | 33.981 | 29.769 | 27.449 | 25.336 | 27.244 |